# Кирван, Ричард
Ричард Кирван (англ. Richard Kirwan; 1 августа 1733 г., графство Голуэй, Ирландия — 22 июня 1812 г., Дублин, Ирландия) — ирландский учёный, работавший в области химии, геологии, метеорологии.
Известен как один из наиболее упорных сторонников теории флогистона, корреспондент А. Л. Лавуазье, Дж. Блэка, Дж. Пристли и Г. Кавендиша.

## Биография
Ричард Кирван родился на западе Ирландии в Клобаллиморе (графство Голуэй), став вторым сыном в семье Марти и Мартина Кирванов. Часть своей ранней жизни он провёл за границей. В 1754 году поступил в новициат иезуитов во Франции, однако вернулся в Ирландию в следующем году, когда он унаследовал семейное поместье после гибели на дуэли старшего брата. Женился в 1757 году и прожил в браке восемь лет. В семье Р. Кирвана было двое дочерей, Мария Терезия и Элиза.
В молодости Кирван изучал юриспруденцию и некоторое время был адвокатом, но в 1768 году отказался от практики в пользу научных изысканий. В течение следующих девятнадцати лет он жил в основном в Лондоне, общаясь с ведущими учёными того времени. Обширное знание языков позволяло ему состоять в переписке со многими исследователями на европейском континенте. Его эксперименты по удельному весу растворов, исследования солей, развитие аналитических методов в 1782 году принесли ему медаль Копли Королевского общества, членом которого он был избран в 1780 году. Широкую известность Кирвану в 1784 году принесла его полемика с Г. Кавендишем относительно экспериментов последнего с воздухом. В 1784 году он был избран иностранным членом Шведской королевской академии наук.
В 1787 году Кирван переехал в Дублин, где с 1799 году до своей смерти был президентом Ирландской королевской академии. Результатами его работы стали тридцать восемь книг по метеорологии, химии, геологии, магнетизму и филологии. Один из них, о происхождении Земли и последующей глобальной катастрофе, вовлёк его в оживлённый спор со сторонниками теории плутонизма Дж. Хаттона. Его геологические работы основывались на вере во всемирный потоп. Так, он утверждал, что базальт имеет водное происхождение.
После Унии Великобритании и Ирландии Кирван отказался от звания баронета. В 1808 году он стал одним из основателей Вернеровского общества естественной истории в Эдинбурге.
Современники рассказывали об эксцентричности Кирвана: он испытывал «особое отвращение» к мухам, дома держал орла и шесть больших собак. Он умер в Дублине в июне 1812 года и был похоронен там же в церкви Святого Георгия на Нижней Темпл-стрит.

## Научные исследования

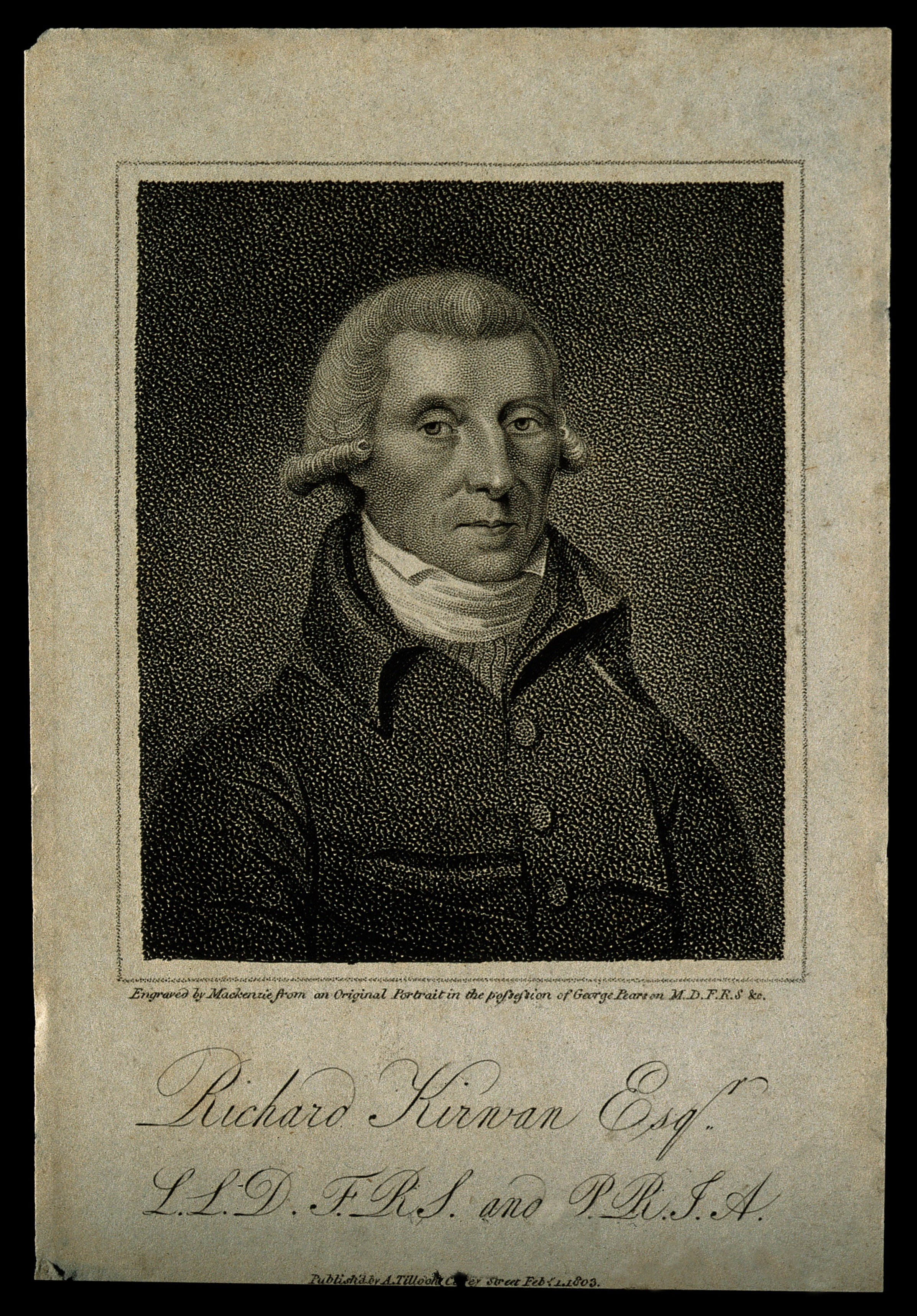
Гравированный портрет Р. Кирвана, 1803 год

Научные исследования Кирвана относятся к аналитической и неорганической химии, минералогии, геологии, метеорологии. Изучал удельные веса растворов, «силу сродства» кислот и оснований в солях. Кирван занимался исследованиями газов и существенно усовершенствовал технику экспериментальной работы с ними.
Кирван долгое время являлся одним из самых убеждённых сторонников флогистонной теории, и даже после работ Лавуазье полагал, что «воспламеняющийся воздух» (водород) представляет собой чистый флогистон, выделяемый при определённых условиях из металлов. Металлы, по мнению Кирвана, состоят из металлических известей и «воспламеняющегося воздуха». В 1787 году он опубликовал «Очерк о флогистоне и о конституции кислот», в котором выступил против основных положений кислородной теории Лавуазье и отстаивал флогистические воззрения. Эта работа Кирвана стала широко известной благодаря переводу на французский язык, выполненному женой Лавуазье, Анной Марией. Антифлогистическую химию Кирван признал лишь в 1792 году. Он написал тогда К. Бертолле следующие строки: «После десятилетних усилий я складываю оружие и оставляю флогистон. Я вижу теперь ясно, что нет ни одного надёжного опыта, который бы доказывал образование „фиксируемого воздуха“ из водорода (флогистона) и кислорода, а при этих обстоятельствах невозможно далее считать справедливой флогистическую систему». Тем не менее, Кирван далеко не полностью принял все положения антифлогистической химии. Даже в 1800 году он высказывал такие замечания по поводу номенклатуры антифлогистиков, которые не оставляют сомнения в том, что он продолжал поддерживать многие положения теории флогистона.

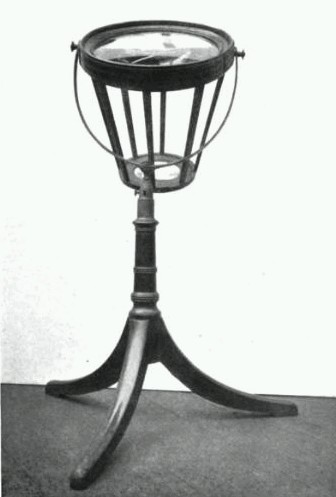
Зажигательная линза, принадлежавшая Р. Кирвану

Кирван внёс серьёзный вклад в развитие аналитической химии. Так, он предложил использовать сероводород в качестве группового реагента: позже, используя идею Кирвана, К. Фрезениус разработал способы определения большого числа веществ. Кирван предложил простую методику определения общего содержания соли в воде путём измерения удельного веса раствора. Он писал о необходимости систематического подхода к анализу. Со второй половины XVIII века особенно много внимания учёные стали уделять вопросу, в каких количественных соотношениях взаимодействуют друг с другом вещества в химических реакциях Уже давно было известно, что кислоты и основания могут нейтрализовать друг друга. Предпринимались также попытки установить содержание кислот и оснований в солях. Кирван нашёл, что, например, в реакции двойного обмена между химически нейтральными сульфатом калия и нитратом натрия образуются новые соли — сульфат натрия и нитрат калия, которые тоже являются химически нейтральными, но не сделал из этого наблюдения общего вывода.
В 1784 году Кирван впервые предложил использовать водный раствор жёлтой кровяной соли с точно известной концентрацией в качестве стандартного раствора для определения железа. Он стандартизовал этот раствор по металлическому железу, растворённому в серной кислоте, и указывал крепость каждого образца стандартного раствора на специальном ярлыке. В 1799 году в Лондоне Кирван опубликовал книгу «Очерки по анализу минеральных вод». В ней были собраны все наиболее важные достижения в этой области, начиная с работ Т. Бергмана, проведено сравнение результатов, полученных различными химиками, и показаны общность и различие выдвинутых ими представлений. В отличие от предыдущих руководств, Кирван описывал реакции веществ, исходя не из последовательности прибавления реагентов, а в порядке анализа различных составных частей веществ.
Не без усилий Кирвана быстрое развитие минералогии в 1790—1810 годах привело к накоплению полезных знаний о методах анализа и составе минералов. В течение этого времени количественный состав большого числа минералов и природных солей был установлен с достаточной степенью точности. Вместе с М. Г. Клапротом Кирван оставил хорошее изложение методов анализа того времени. В 1794 году Кирван описал рубеллит (красный турмалин).
Кирван, наряду с другими исследователями того времени, хотел разрешить проблему сродства веществ, которая давно занимала химиков, публиковавших так называемые таблицы сродства (см., например, работы Э. Жоффруа (1718 год), Т. Бергмана (около 1775 года), Л. Гитона де Морво (около 1789 года). В 1792 году он опубликовал свой вариант таблицы. Позже  Уильям Хиггинс смог вывести из установленных Кирваном эмпирических данных паи (массовые доли) отдельных элементов, дальше оставалось сделать следующий шаг — установить закон, связывающий строение веществ с их составом, и вычислить атомный вес.
В 1780 году Кирван предложил приравнять удельную теплоёмкость воды к единице. Предложению Кирвана следуют и до настоящего времени (см. Калория). Вместе с Б. Томпсоном Кирван поддерживал гипотезу, что морские течения поддерживаются за счёт различий плотности морской воды, то есть считал их, как и Аристотель, градиентными.

## Членство в научных обществах, награды
- Член Лондонского королевского общества (1780)
- Медаль Копли (1782)
- Почётный иностранный член Американской академии искусств и наук (1789)[6]
- Президент Ирландской королевской академии (1799–1812)
- Почётный основатель Вернеровского общества естественной истории в Эдинбурге (1808)

## Избранные произведения
- Elements of Mineralogy (1784)
- Essay on Phlogiston and the Constitution of Acids (1787)
- An Estimate of the Temperature of Different Latitudes (1787)
- Essay of the Analysis of Mineral Waters (1799)
- Geological Essays (1799)
- The Manures Most Advantageously Applicable to the Various Sorts of Soils (1796; sixth edition in 1806)
- Logick (1807)
- Metaphysical Essays (1809)
- An Essay on Human Happiness (1810)